# Галицко-Волинско княжество
Галицко-Волинското княжество (на украински: Га́лицько-Воли́нське князівство) или Кралство Рус, е късносредновековна монархия в Източна Европа, съществуваща като самостоятелна единица между 1198 г. и 1392 г. Управлявана е от князе и крале от династиите на Рюриковичите (1198 – 1238), галицките Романовичи (1238 – 1323), Пястите (1323 – 1340) и Гедиминовичите (1340 – 1392).

## История
През VI – VII в. земите на бъдещите княжества Галиция и Волин са населени с племена, обединени в племенни съюзи. В паметници от началото на VII в. се споменават дулебите, а в края на същото столетие – бужани, червяни (или зверяни), иличи и бели хървати, чиито поселения наброяват между 200 и 300. До средата на IX в. съществува племенно обединение на волиняните.
През 981 г. Галицкото и Волинското княжество окончателно биват включени в състава на Киевска Рус от Владимир I Велики.
В края на XII в. волинският княз Роман Мстиславич присъединява към земите си и тези на Галиция (на югозапад от волинските земи). Обединеното Галицко-Волинско княжество е създадено от него през 1199 г.
Скоро след коронацията на Данило Романович през 1253 г., князът поема защитата на Киев от татаро-монголските войски, а след опустошаването на центъра на Киевска Рус, той се превръща в неин наследник.